# Nemastoma (alg)
Nemastoma är ett släkte av rödalger. Nemastoma ingår i familjen Nemastomataceae.

## Dottertaxa tillNemastoma, i alfabetisk ordning
- Nemastoma canariense
- Nemastoma coliforme
- Nemastoma dichotomum
- Nemastoma dumontioides
- Nemastoma fernandezianum
- Nemastoma foliaceum
- Nemastoma laciniatum
- Nemastoma multifidum
- Nemastoma palmatum
- Nemastoma proliferum